# Référendum constitutionnel lituanien de 2024
Un référendum constitutionnel a lieu le 12 mai 2024 en Lituanie en même temps que le premier tour de l'élection présidentielle.
Comme lors d'un référendum similaire organisé cinq ans plus tôt, la population est amenée à se prononcer sur un amendement de la Constitution de 1992 visant à supprimer la perte automatique de la nationalité lituanienne en cas de double nationalité. L'amendement prévoit de laisser au parlement, le Seimas, le soin de fixer les modalités d'obtention et de perte de la nationalité, une légalisation de la double nationalité par ce dernier étant largement attendue.
Malgré la nette majorité de plus de 74 % des suffrages exprimés en faveur de l'amendement, celui-ci échoue à atteindre le quorum exigé de 50 % des inscrits en sa faveur, et n'est par conséquent pas validé.

## Contexte

### Interdiction constitutionnelle

Diaspora lituanienne par pays.
Lituanie
+ 100 000 personnes
+ 10 000 personnes
+ 1 000 personnes

La double nationalité n'est autorisée en Lituanie qu'à titre exceptionnel, notamment pour les individus ayant fui le pays sous l'occupation soviétique,. L'article 12 du chapitre I de la Constitution précise ainsi qu'« exceptés les cas particuliers prévus par la loi, nul ne peut être à la fois citoyen de la République de Lituanie et citoyen d'un autre État ». Or, comme la plupart de ceux d’Europe de l'Est, la Lituanie est confrontée à une importante émigration d'une partie de sa population, qui, obtenant par naturalisation la nationalité des pays d'accueil, perd celle de Lituanie et ne la transmet pas à ses enfants,. 
La diaspora lituanienne est estimée à deux millions de personnes et est largement concentrée dans des pays comme les États-Unis, le Royaume-Uni, le Brésil, la Russie et le Canada. Environ 600 000 personnes d’origine lituanienne vivraient notamment dans les seuls États-Unis. Chaque année, environ 1 000 citoyens Lituaniens abandonnent ainsi leur nationalité pour en prendre une autre. Par décision de la Cour constitutionnelle, l'interdiction ne saurait par ailleurs être contournée par un élargissement des exceptions, qui ne doivent être données qu'au cas par cas. La légalisation de la double citoyenneté n'est par conséquent possible que via un amendement de la constitution,,. La situation s'accélère par ailleurs à la suite de la décision du Royaume-Uni de quitter en 2016 l'Union européenne, trois quarts des 200 000 Lituaniens présents dans le pays déclarant préférer renoncer à leur citoyenneté lituanienne pour pouvoir y rester.

### Tentative de légalisation en 2019

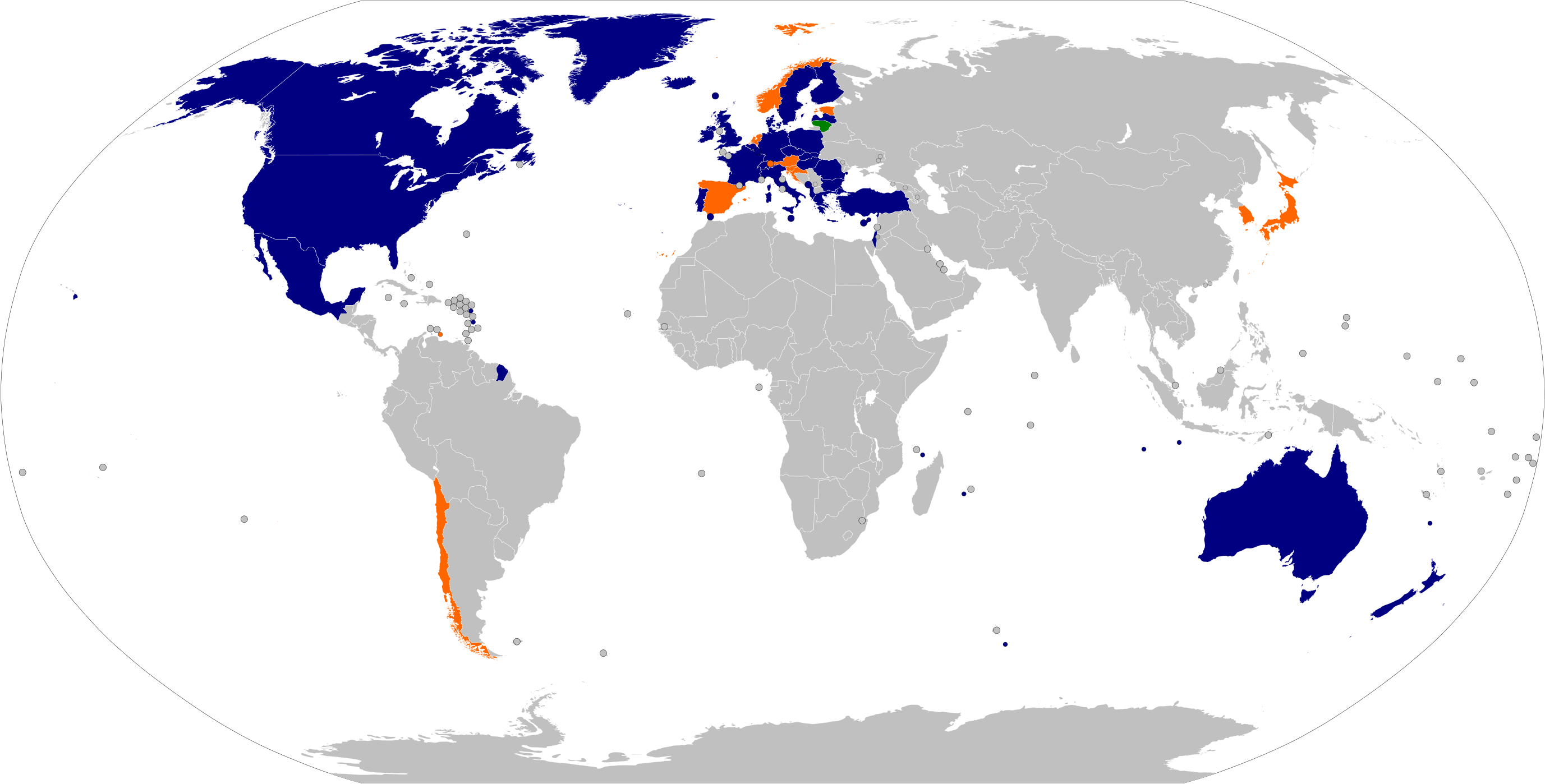
Pays concernés par le projet de 2019 :
La Lituanie
Pays pour lesquels la double nationalité serait autorisée
Pays pour lesquels la double nationalité serait autorisée, mais l'interdisant eux-mêmes

La classe politique cherche par conséquent à revenir sur cette interdiction. Un amendement est proposé par 114 députés dès 2017, et soumis à référendum le 12 mai 2019. L'amendement prévoit alors l'obtention d'une seconde nationalité pour les Lituaniens, tout en la limitant à celles des pays « répondant aux critères d'intégration européenne et transatlantique », déléguant au Parlement la tâche d'en établir la liste par législation ordinaire. Au moment du référendum, ce dernier projette ainsi de limiter la double nationalité aux pays membres de l'Union européenne, l'Espace économique européen, l'OTAN et l'OCDE. Plusieurs des pays concernés interdisent cependant eux-mêmes la double nationalité. Celles des pays membres de la CEI sont par ailleurs explicitement exclues.
Un amendement de la Constitution est alors possible par seule voie parlementaire si celui-ci recueille une majorité des deux tiers au cours de deux votes espacés de trois mois. L'article 148 de la Constitution impose cependant la voie référendaire pour tout amendement du chapitre I, ainsi que du chapitre XIV sur la révision de la Constitution, qui comprend l'article 148. Les conditions de validation d'un tel référendum sont quant à elles détaillées par une loi référendaire. Son article 7 impose pour ce cas précis qu'au moins la moitié du total des inscrits se prononce en faveur de la proposition. Le gouvernement cherche à plusieurs reprises à réduire le quorum exigé en modifiant la loi référendaire, mais se heurte à l'opposition de la présidente Dalia Grybauskaitė,. A défaut, le Parlement cherche alors à favoriser une participation élevée. Il parvient à introduire en décembre la possibilité de mettre en place des bureaux de vote à l'étranger afin de faire voter la diaspora. Puis il projette d'organiser le référendum en même temps que les deux tours de l'élection présidentielle de 2019, soit les 12 et 26 mai, mais la Cour constitutionnelle rejette cette possibilité. Le Seimas se résigne le 12 mars suivant à voter pour l'organisation du scrutin en même temps que le premier tour de la présidentielle, à l'unanimité des 85 députés présents,. La Commission électorale autorise cependant pour la première fois une période de vote anticipé étalée sur cinq jours du 6 au 10 mai inclus,.
Ces tentatives de favoriser une participation élevée se révèlent cependant insuffisantes. Malgré la nette majorité de votants en faveur de l'amendement, celle-ci échoue à atteindre le quorum exigé de 50 % des inscrits. Les votes favorables représentent ainsi 73,92 % des suffrages exprimés, mais seulement 38,46 % des inscrits. L'amendement constitutionnel n'est par conséquent pas validé.

### Nouvelle tentative en 2024

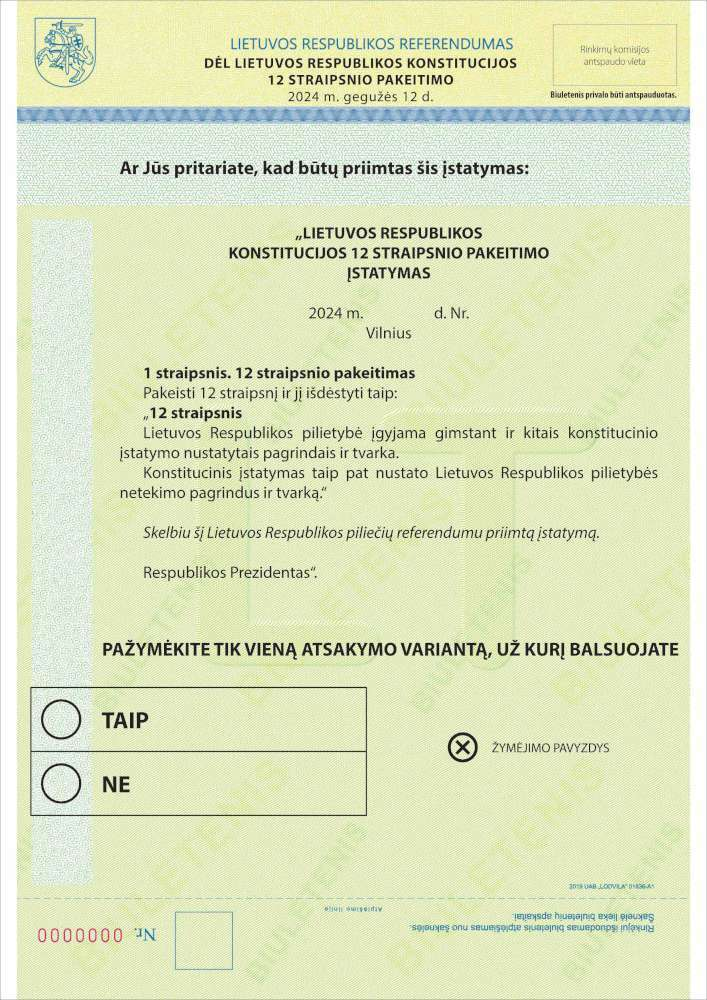
Bulletin de vote utilisé

La classe politique n'abandonne cependant pas le projet de légalisation, l'échec du référendum de 2019 étant largement attribué à un manque de participation plutôt qu'à un rejet des électeurs. A l’initiative de la députée Dalia Asanavičiūtė, 60 des 141 députés du Seimas déposent le 23 mars 2023 une motion visant à répéter le scrutin. Cette dernière est adoptée en seconde lecture le 23 mai 2024 par 111 voix pour et 0 contre, et le référendum fixé au 12 mai suivant, en même temps que le premier tour de l'élection présidentielle,,.
L'amendement de la Constitution de 1992 prévoit de permettre aux Lituaniens de détenir plusieurs nationalités. Le contenu de l'article 12, qui l'interdit de fait en imposant la perte de la nationalité lituanienne aux citoyens qui en acquiert une autre, est ainsi remplacé par un texte confiant au Seimas le soin de rédiger une législation codifiant les cas d'acquisition ou de perte de la nationalité. Le nouvel article dispose ainsi que « La citoyenneté de la République de Lituanie s'acquiert à la naissance et pour d'autres motifs et procédures établis par la loi. La loi établit également les motifs et la procédure de perte de la citoyenneté de la République de Lituanie. ». Les articles 7 et 148 de la constitution restant inchangés depuis le précédent référendum, ceux ci imposent toujours qu'au moins la moitié du total des inscrits se prononcent en faveur de l'amendement pour que celui-ci soit validé,.
En parallèle, les députés préparent une loi répondant à l’exigence du nouvel article 12 en cas de vote favorable des électeurs. Comme en 2019, le projet prévoit d'autoriser l'obtention d'une seconde nationalité pour les citoyens lituaniens, tout en la limitant à celles des pays « répondant aux critères d'intégration européenne et transatlantique ». Sont ainsi concernés les pays membres de l'Union européenne, de l'Espace économique européen, de l'OTAN et de l'OCDE, bien que plusieurs des pays concernés interdisent toujours eux-mêmes la double nationalité. Le projet de loi interdit en revanche explicitement que la seconde nationalité soit celle d'un pays membres de l'Union de la Russie et de la Biélorussie, de l'Union économique eurasiatique, de l'Organisation du traité de sécurité collective, de la CEI, de l'Organisation de coopération de Shanghai ou de tout autre organisation politique ou militaire établie sur la base de l'ex-URSS. Est néanmoins conservée l’exception accordée aux personnes de nationalité lituanienne ayant quitté le pays avant son indépendance le 11 mars 1990, ainsi qu'à leurs descendants. Sont également éligibles à la double nationalité les réfugiés,.

## Campagne
Le « oui » est soutenu par la quasi totalité des partis politiques.
| Position | Nom | Nom                                                           | Idéologie                                                                        | Ref    |
| -------- | --- | ------------------------------------------------------------- | -------------------------------------------------------------------------------- | ------ |
| Oui      |     | Union de la patrie - Chrétiens-démocrates lituaniens (TS–LKD) | Démocratie-chrétienne, Libéral-conservatisme, Nationalisme lituanien, Europhilie | [ 24 ] |
| Oui      |     | Parti social-démocrate de Lituanie (LSDP)                     | Social-démocratie, Europhilie                                                    | [ 24 ] |
| Oui      |     | Parti du travail (DP)                                         | Populisme                                                                        | [ 24 ] |
| Oui      |     | Union des démocrates "Pour la Lituanie" (DSVL)                | Social-démocratie, Conservatisme écologique, Europhilie                          | [ 24 ] |
| Oui      |     | Union lituanienne agraire et des verts (LVŽS)                 | Centrisme, Agrarisme, Conservatisme écologique, Social-conservatisme             | [ 24 ] |
| Oui      |     | Parti de la liberté (LP)                                      | Libéralisme, Progressisme, Europhilie                                            | [ 24 ] |
| Oui      |     | Mouvement libéral (LRLS)                                      | Libéralisme, Libéralisme classique, Libéral-conservatisme, Europhilie            | [ 24 ] |
| Oui      |     | Parti vert (LŽP)                                              | Libéralisme vert, Europhilie                                                     | [ 25 ] |
| Non      |     | Alliance nationale (NS)                                       | National-conservatisme, Droite chrétienne, Euroscepticisme                       | [ 26 ] |

## Sondages d'opinion
Selon une étude du gouvernement lituanien, soixante pour cent des lituaniens auraient l'intention de participer au référendum.
| Vilmorus           | 22 novembre – 2 décembre 2023 | 1 000     | 51,7  | 33,2  | 15,1 |
| Baltijos tyrimai   | 23 octobre – 7 novembre 2023  | 1 013     | 60    | 26    | 14   |
| Référendum de 2019 | Référendum de 2019            | 1 322 135 | 73,92 | 26.08 | -    |

## Résultats
| Choix               | Votants   | Votants | Inscrits | Inscrits |
| Choix               | Voix      | %       | %        | Quorum   |
| ------------------- | --------- | ------- | -------- | -------- |
| Pour                | 1 043 265 | 74,49   | 43,44    | 50 %     |
| Contre              | 357 274   | 25,51   | 14,87    |          |
|                     |           |         |          |          |
| Votes exprimés      | 1 400 539 | 97,98   | 58,31    |          |
| Blancs et invalides | 28 843    | 2,02    | 1,20     |          |
| Total des votants   | 1 429 382 | 100,00  | 59,51    |          |
|                     |           |         |          |          |
| Abstentions         | 972 425   |         | 40,49    |          |
| Inscrits            | 2 401 807 | 100,00  |          |          |

Répartition des voix
| Votants pour (74,49 %) |  |  | Votants contre (25,51 %) |
| ▲                      |  |  |                          |
| Majorité absolue       |  |  |                          |

| Inscrits pour (43,44 %) |  |  | Autres inscrits (56,56 %) |
| ▲                       |  |  |                           |
| Quorum de 50 %          |  |  |                           |

## Analyse et conséquences
Malgré une légère hausse des suffrages en faveur de l'amendement par rapport à la tentative de 2019, celui-ci se révèle à nouveau un échec faute d'avoir atteint le quorum de votes favorables de 50 % des inscrits. Les partisans d'une « Lituanie de 4 millions d'habitants » au lieu de 2,8 millions ne parviennent pas cette fois encore à convaincre, l'amendement échouant davantage par un manque de mobilisation de l’électorat que par un rejet du projet. Le flou de l'amendement proposé, qui déléguait presque entièrement au Parlement le soin de légiférer sur les conditions exactes d'acquisition ou de perte de la nationalité aurait notamment contribué à leur échec à mobiliser pour son approbation,.
La présidente du Seimas, Viktorija Čmilytė, fait part de sa déception, tout comme Dalia Asanavičiūtė, à l'origine du projet d'amendement. La député réagit notamment en soumettant le 13 mai une proposition de loi visant à modifier la loi sur la citoyenneté afin de permettre aux Lituaniens disposant de la citoyenneté d'un pays de l'Union européenne ou de l'OTAN à conserver au moins leur passeport lituanien.